# Una semana de bondad
Una semana de bondad ("Una semaine de bonté") es una novela de collage y libro artístico de Max Ernst, publicada por primera vez en 1934. Se compone de 182 imágenes creadas recortando y reorganizando ilustraciones de enciclopedias y folletines victorianos.

## Historia
Los primeros relatos visuales mediante collage de Ernst, Répétitions y Les malheurs des immortels, datan de 1922, año en que el artista se trasladó a París. Fueron creados en colaboración con el poeta Paul Éluard. Ernst continuó produciendo numerosas pinturas basadas en la técnica y más libros visuales. Los más grandes e importantes antes de Une semaine de bonté fueron La femme 100 têtes (1929) y Rêve d'une petite fille qui voulut entrer au carmel (1930).
Una semana de bondad se realizó en el verano de 1933 en sólo tres semanas, durante una visita a Italia. Se identificaron algunas de las fuentes de Ernst: estas incluyen ilustraciones de una novela de Jules Mary de 1883, Les damnées de Paris, y posiblemente un volumen de obras de Gustave Doré que Ernst compró en Milán. La novela completa se publicó por primera vez en París entre abril y diciembre de 1934 como una serie de cinco folletos en una edición limitada de 816 copias cada uno. Se volvió más disponible cuando se reimprimió en 1976 como un volumen único combinado de 208 páginas (incluidas las traducciones al inglés) más un prefacio en inglés, por Dover Publications en los EE. UU.
Hasta 2008, los collages originales de Una semana de bondad, que Max Ernst conservó durante toda su vida, sólo habían sido expuestos una vez en su totalidad: en marzo de 1936 en el Museo Nacional de Arte Moderno de Madrid.

## Estructura
La obra apareció originalmente en cinco volúmenes separados con cubiertas de diferentes colores, pero en realidad está dividida en siete secciones que llevan el nombre de los días de la semana, comenzando por el domingo. "Ernst había pensado originalmente publicarlo en siete volúmenes, asociando cada libro a un día de la semana... Sin embargo, las primeras cuatro entregas de la publicación no tuvieron el éxito esperado. Por lo tanto, los tres 'días' restantes se agruparon en un quinto y último libro". 
Los primeros cuatro volúmenes publicados cubrían un día cada uno, mientras que el último volumen cubría tres: jueves, viernes y sábado. Cada una de las siete secciones está asociada a un elemento, y se proporciona con un ejemplo del elemento y un epígrafe escrito por otros autores asociados al dadaísmo y el surrealismo, como Paul Eluard o Jean Arp, y consta de un número variable de imágenes cada una de las cuales ocupa una hoja. La estructura general de la novela es la siguiente:
| Libro                              | día       | elemento       | ejemplo                                       | epígrafe de                                                               | número de imágenes                      |
| ---------------------------------- | --------- | -------------- | --------------------------------------------- | ------------------------------------------------------------------------- | --------------------------------------- |
| primer cuaderno, cubierta morada   | Domingo   | el barro       | El león de Belfort                            | Alfred Jarry                                                              | 35                                      |
| segundo cuaderno, cubierta verde   | Lunes     | el agua        | el agua                                       | Benjamin Péret                                                            | 37                                      |
| tercer cuaderno, cubierta roja     | Martes    | el fuego       | La cour du dragon (la Corte del dragón)       | Compte de Permission Tristan Tzara                                        | 44                                      |
| cuarto cuaderno, cubierta azul     | Miércoles | la sangre      | Edipo                                         | anónimo, de: Complainte de Peyrebeille Paul Éluard                        | 28                                      |
| quinto cuaderno, cubierta amarilla | Jueves    | La negrura     | La risa del gallo                             | Marcel Schwob (2 ×)                                                       | 16                                      |
| quinto cuaderno, cubierta amarilla | Jueves    | La negrura     | La isla de Pascua                             | Jean Arp                                                                  | 10                                      |
| quinto cuaderno, cubierta amarilla | Viernes   | La vista       | El interior de la vista, tres poemas visibles | Prof. O. Decroy y R. Buyse 1.er poema: Paul Éluard 2º poema: André Breton | 1.er poema: 6 2º poema: 4 3.er poema: 2 |
| quinto cuaderno, cubierta amarilla | Sábado    | Lo desconocido | La clave de las canciones                     | Pétrus Borel                                                              | 10                                      |

Además, el jueves se subdivide en dos subsecciones, basadas en dos ejemplos proporcionados para la "negrura", y el viernes se subdivide en "trois poèmes visibles" ("tres poemas visibles", lo que más tarde se denominará poemas visuales).
El título alude a la historia bíblica de la Creación, y hace también referencia a la institución social "La semana de la bondad" fundada en 1927 para promover fines benéficos; las portadas de los cinco folletos imitan los de los carteles con que se anunciaba la institución y sus eventos. El subtítulo Les sept elementoments capiteaux puede interpretarse como una referencia a Les sept péchés capiteaux, los siete pecados capitales, y entenderse por tanto como "Los siete elementos capitales", aunque de los cuatro elementos clásicos, agua, fuego, aire y tierra, Ernst solo toma los dos primeros.

## Contenido
Una semana de felicidad contiene 182 imágenes creadas recortando y reorganizando ilustraciones de obras victorianas, folletines, catálogos comerciales, enciclopedias y otros libros de finales del siglo XIX. Se trataba de xilografías, pero les fue dado un tratamiento tipográfico para su publicación como novela visual. Ernst organizó las imágenes para presentar un mundo surrealista, onírico y oscuro, con una carga de crueldad y erotismo. La mayoría de las siete secciones tienen un tema distintivo que une las imágenes que las componen.
- El primer libro (cuaderno) "Domingo" tiene una cubierta morada, color eclesiástico por excelencia. Ernst no sigue la cronología del relato de la creación y comienza su semana provocativamente con el domingo, el día de descanso del Creador. El elemento es el barro, y el ejemplo que Ernst da para este elemento es el León de Belfort, estatua patriótica de Bartholdi en memoria de la guerra franco-prusiana; en consecuencia, esta sección presenta numerosos personajes con cabezas de león.[2] La acción se centra en la persecución, el robo, la seducción, la tortura, el castigo, el asesinato y los desastres. El hombre con cabeza de león, híbrido que simboliza el poder, decorado con medallas y premios, representa la autoridad, social, pública y religiosa.[1]

- El segundo libro "Lunes", tiene una cubierta verde. El elemento es el agua, con el mismo ejemplo, el agua. Todas las imágenes muestran agua, ya sea en un entorno natural, o fluyendo dentro de dormitorios, salones etc. Predomina la figura femenina. Algunos de los personajes son capaces de caminar sobre el agua, mientras que otros se ahogan. Podría ser una referencia al Diluvio.[2]

- El tercer libro "Martes", tiene una cubierta roja, alusión directa a su elemento que es el fuego, por lo que la mayoría de las imágenes de esta sección presentan dragones, serpientes o personas con alas de murciélago. El ejemplo de esta sección es "La Corte del Dragón", un edificio existente (La cour du dragon) en la rue du Dragon en París.[2] El fuego de las pasiones, contrarrestando al anterior elemento agua, conduce a tragedias simbólicas representadas mediante esos animales o atributos en recargados entornos burgueses. Los motivos surrealistas que aparecen en cuadros, espejos y puertas representan sueños, miedos y necesidades reprimidos.

- El cuarto libro "Miércoles", de tapa azul, tiene como elemento la sangre y como ejemplo a Edipo. Teniendo esto en cuenta, la temática parece girar en torno al complejo de Edipo. La escena de su lesión es representada con un hombre pájaro clavando con una daga el pie de un desnudo tendido de espaldas, apoyado en su rodilla. Muchas de las figuras tienen cabeza de pájaro, una referencia a Loplop, el alter ego de Ernst que aparece a menudo a lo largo de su obra.[2]

- El quinto libro, de cubierta amarilla, consta de tres partes: el "Jueves", con el elemento “negrura”, tiene dos ejemplos en lugar de uno. El primer ejemplo, "la risa del gallo", está ilustrado con imágenes que muestran esta ave o figuras con cabeza de gallo. Esta ave es un símbolo del estado francés (el gallo galo). El segundo ejemplo, "la Isla de Pascua", está ilustrado con imágenes que representan personajes con cabezas de moai o de máscaras pétreas primitivas. El "Viernes", con el elemento "la vista", la parte más abstracta de todo el libro, contiene varias imágenes que se resisten a la categorización. Incluyen collages de huesos humanos y plantas, uno de los cuales se utilizó para el estuche de cartón que debía albergar los cinco volúmenes de Une semaine de bonté. Aquí, Ernst utiliza una técnica que empleó al principio de su carrera, el "collage sintético", en que los elementos se pegan sobre una hoja en blanco y se unen entre sí con tinta o lápiz.[1] La sección final del libro, "Sábado", contiene diez imágenes. El elemento dado es "lo desconocido" y como ejemplo “la clave de las canciones”; las imágenes vuelven a ser incategorizables. La sección, y con ella el libro, termina con varias imágenes de mujeres cayendo.[2]

Nunca se ha publicado una interpretación completa de Une semaine de bonté. El libro, al igual que sus predecesores, ha sido descrito como una proyección de "temas recurrentes de sexualidad, anticlericalismo y violencia, al dislocar el significado visual del material original para sugerir lo que ha sido reprimido". Un análisis del Sunday fue publicado por el psicólogo Dieter Wyss, quien sometió la obra al psicoanálisis postfreudiano en su libro Der Surrealismus (1950).
Con relación al collage, el historiador del arte Werner Spies habla de "enigmaticidad" y de "presencia hermética", incluso de "anarquía de significado". Por eso, Spies considera que la obra de Max Ernst, incluyendo las novelas-collage, son "indiscernibles" e "inexplicables" en el sentido de no interpretables. Holger Lund sostiene que si bien representan un ataque al orden narrativo, también pueden identificarse como secuencias narrativa, cíclica y asociativamente estrechamente relacionadas, junto con procedimientos que crean incoherencia. La parodia y la crítica tienen una dirección definida con precisión: el mundo burgués, la religión cristiana, la moral sexual y las artes.